# Hermann von Spaun

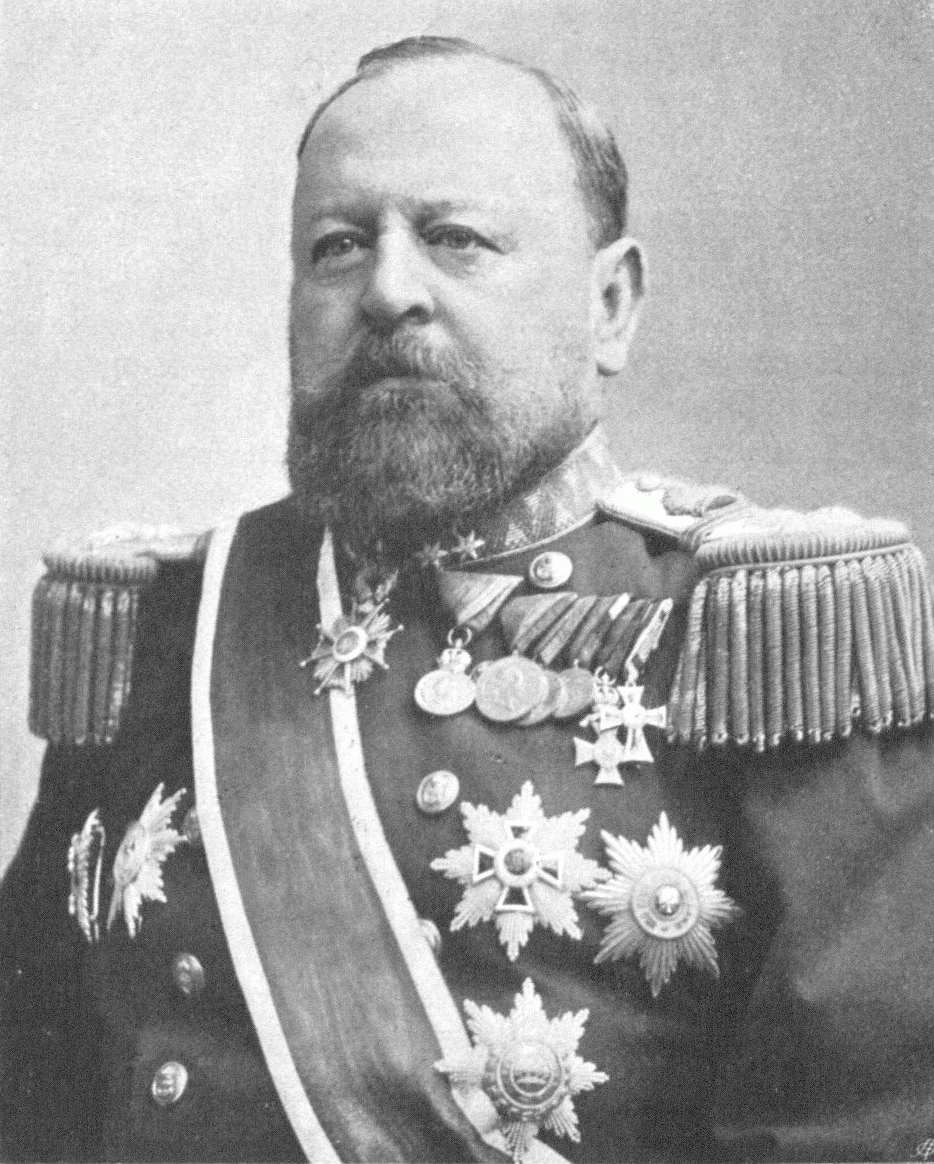
Hermann von Spaun (Photo von Ludwig Grillich, vor 1905)

Hermann Freiherr von Spaun (* 9. Mai 1833 in Wien; † 28. Mai 1919 in Görz) war ein k.u.k. österreichisch-ungarischer Admiral und Marinekommandant von 1898 bis 1904.

## Familie
Er entstammte einer ursprünglich schwäbischen Familie, deren Stammreihe mit dem Bauern und Garnsieder Bartholomäus Spaun, urkundlich erwähnt 1583–1599, in Deisenhausen (Landkreis Günzburg) beginnt und die später in Linz (Österreich) zu Wohlstand kam. Er war der Sohn des im Jahr 1859 in den österreichischen Freiherrnstand erhobenen k.k. Hofrats und Lottogefällendirektors Joseph von Spaun (1788–1865), Ehrenbürger von Wien und Teschen, und der Franziska Roner Edle von Ehrenwert (1795–1890).
Spaun heiratete am 28. April 1892 in Triest Emma Lobmeyr (* 8. Mai 1862 in Wien, † 22. Januar 1904 Görz), eine Enkelin des Gründers des bekannten Wiener Glashandelshauses und Nichte des Industriellen und Mäzens Ludwig Lobmeyr. Sie pflegte mit einem Geparden an der Leine spazieren zu gehen.

## Leben

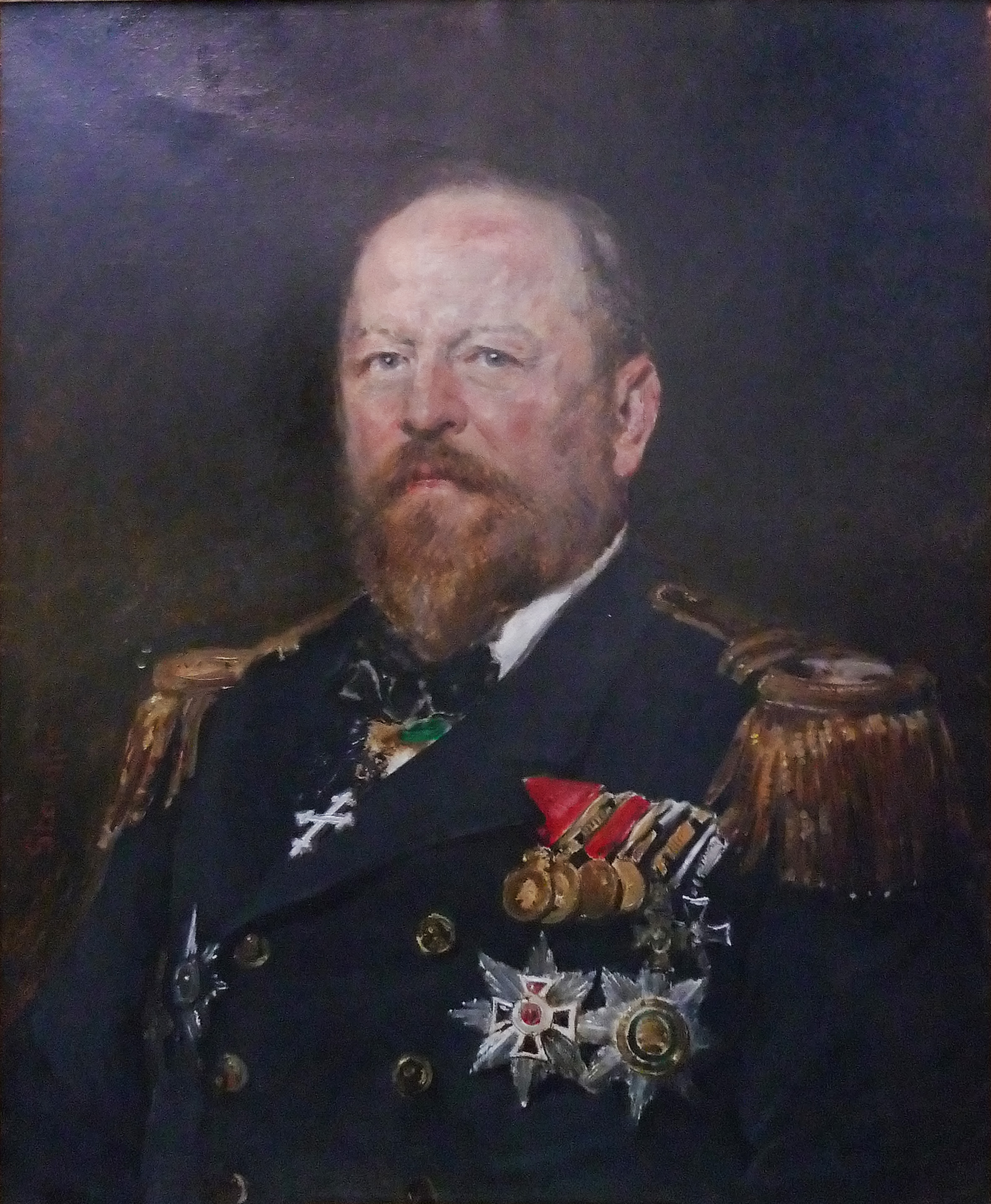
Porträt von Viktor Stauffer im Heeresgeschichtlichen Museum

Spaun trat 1850 als provisorischer Marinekadett in die k.k. Kriegsmarine ein, verbrachte seine Kadettenjahre ausschließlich auf See auf verschiedenen Schiffen und wurde 1853 Fregattenfähnrich. 1859 nahm er – indessen zum Fregattenleutnant vorgerückt – als Erster Offizier auf der Goelette Artemisia am Krieg gegen Frankreich und Sardinien teil. Den Krieg gegen Dänemark 1864 machte er als Gesamtdetailoffizier der Panzerfregatte Juan d’Austria in der Nordsee mit. Zu Beginn des Kriegsjahres 1866 war er Kommandant des Dampfers Andreas Hofer, doch erfolgte bald seine Einteilung als 2. Kommandant der Panzerfregatte Erzherzog Ferdinand Max. Mit diesem Schiff nahm er am 20. Juni am Aufklärungsvorstoß gegen Ancona und schließlich am 20. Juli an der Seeschlacht von Lissa teil. Für seine dabei bewiesene Tapferkeit erhielt er den Orden der Eisernen Krone III. Klasse.
Von 1867 an führte er zwei Jahre lang das Kommando der Goelette Saïda. 1869 wurde er zum Korvettenkapitän befördert und als Kommandant des Kanonenbootes Hum eingeteilt. Seit 1871 Fregattenkapitän, wurde er 1873 als Marineattaché nach London entsandt. Sechs Jahre lang vertrat er die österreichische Marine in Großbritannien und gewann dabei wichtige Einblicke in die Verhältnisse der damals bedeutendsten Seemacht der Welt. Von 1879 bis 1883 war er dem Erzherzog Karl Stephan zugeteilt und bereiste mit ihm auf der Saïda Brasilien und Nordamerika. 1884 war er mit dem Kommando des Kasemattschiffs Tegetthoff betraut, um sodann als Kommandant der kaiserlichen Jacht Miramar die Orientreise des Kronprinzenpaares zu leiten.
Während der Sommermanöver 1885 führte er das Kasemattschiff Prinz Eugen und wurde unmittelbar darauf zum Kommodore und Kommandanten einer Schiffsdivision im Mittelmeer ernannt. Mit ihr war er 1886 an der Blockade der griechischen Küste beteiligt. Im gleichen Jahr wurde er zum Kontreadmiral befördert und mit der Leitung des marinetechnischen Komitees betraut. Während der Sommerübungen des folgenden Jahres war er als Eskaderkommandant Befehlshaber der gesamten Flotte.
Bei der internationalen maritimen Konferenz in Washington 1889 vertrat er die österreichische Regierung und führte auch die Flottendelegationen zu den Kolumbus-Feierlichkeiten 1892 in Genua und 1897 zum 60-jährigen Regierungsjubiläum der Königin Victoria. Nachdem er bereits 1892 zum Vizeadmiral befördert worden war, übernahm er im Oktober 1897 die Stellvertretung des Marinekommandanten, Admiral Daublebsky von Sterneck. Nach dessen Tod wurde er am 12. Dezember 1898 zu dessen Nachfolger als Marinekommandant und Chef der Marinesektion des k.u.k. Kriegsministeriums ernannt. Mit 1. Mai 1899 erfolgte seine Beförderung zum Admiral. Im Jahr 1902 wurde er zum Mitglied des Herrenhauses des österreichischen Reichsrates ernannt.
Nach fast siebenjähriger Tätigkeit und insgesamt 54-jähriger Dienstzeit trat er am 1. November 1904 über eigenes Ersuchen in den Ruhestand, den er hauptsächlich in Görz verbrachte. Er hatte wesentlich zum Ausbau der k.u.k. Kriegsmarine beigetragen.
Er war Mitglied der internationalen Kommission, die den Doggerbank-Zwischenfall von Ende 1904 bis Anfang 1905 untersuchte.
Spaun war zum k.u.k. Geheimen Rat ernannt worden. Als Zeichen besonderer Würdigung seiner Verdienste wurde der k.u.k. Rapidkreuzer Admiral Spaun nach ihm benannt. Spaun war damit der einzige lebende Namensgeber eines k.u.k. Kriegsschiffes, der nicht Angehöriger des kaiserlichen Hauses war. Im Wiener Heeresgeschichtlichen Museum befindet sich im Marinesaal ein Ölgemälde mit seinem Porträt.